# Cotonou XII
Cotonou XII è un arrondissement del Benin situato nella città di Cotonou (dipartimento del Litorale) con 82.498 abitanti (dato 2006).